# Prawy Brzeg Wisły
Prawy Brzeg Wisły – końcowa stacja kolejowa Żuławskiej Kolei Dojazdowej we wsi Mikoszewo od roku 2003. Do lat sześćdziesiątych XX w. również prawobrzeżny przystanek wąskotorowego promu kolejowego przewożącego przez rzekę Wisłę pociągi kursujące na odcinku Stegna Gdańska - Gdańsk Wąskotorowy. Położona jest na linii kolejowej z Koszwał do Stegny Gdańskiej otwartej w 1905 roku.
Poprzednie nazwy przystanku: Rechtes Weichselufer (niem.) (1905-1945), Mikoszewo Ujście Wisły (2004-2005).